# Курсіну
Курсіну — аборигенна корсиканська порода собак. Ще одна назва — корсиканська пастуша собака. Зараз на Корсиці близько двох тисяч Курсина, є Клуб Курсина, проводяться виставки. Спочатку Курсина використовувалися для пасіння і охорони отар, для охорони будинку та двору. Розмір 46-58 см в холці, окрас тигровий. Курсина слухняні, активні, дуже прив'язані до господаря.